# Lagergreen (adelsätt)
Lagergreen en svensk adelsätt stammar från Johan Lauri, som själv skrev sitt namn Lowrie och var från Skottland. Denne skall ha varit född 1574 eller 1575 och adlades 1647 med namnet Lagergreen och introducerades på Riddarhuset 1649 under nummer 391. Han hade sonen Alexander Lagergreen, död 1686, och sonsonen Peter Alexander Lagergreen, död 1697, den senare anklagad för att förgiftat sin mosters man och avrättad. Denna i samtiden erkända släkt utslocknade på svärdssidan 1785, på spinnsidan 1843.